# Venisova pyramida
Venisova pyramida se nachází v egyptské Sakkáře a nechal ji postavit panovník 5. dynastie Venis, který vládl přibližně v letech 2375–2345 př. n. l. V tomto monumentu byly nalezeny první zachovalé Texty pyramid.

## Pyramidový komplex

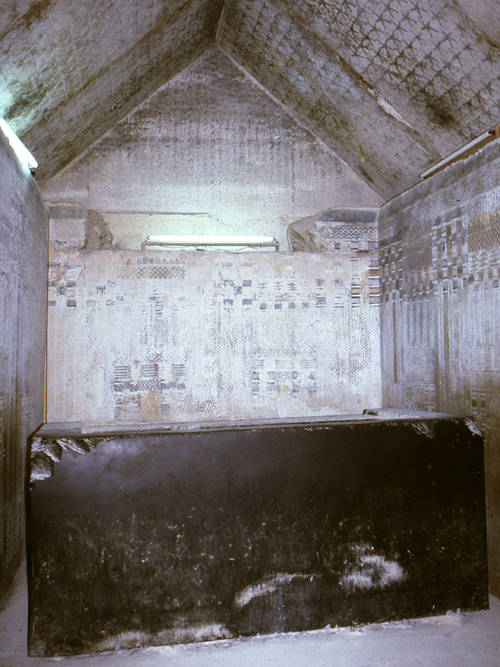
Pohřební komora s břidlicovým sarkofágem

Vstup do pyramidy se nacházel na její severní straně a byl umístěn v podlaze takzvané severní kaple. Síť podzemních chodeb a komor je velmi podobná struktuře Džedkareho pyramidy, kterou nechal postavit Venisův předchůdce. Hlavní chodba zpočátku klesá a vede až k vertikální ose pyramidy, následně je zakončena předsíní. Na západ od ní se nachází pohřební komora s tmavým břidlicovým sarkofágem a žulovým sedlovým stropem. Na východní straně je komora se třemi výklenky. Stěny této komory a předsíně jsou vyzdobeny hieroglyfickými nápisy. Pyramida byla tvořena šestistupňovým jádrem z vápence a její plášť byl z jemného bílého vápence, jehož zbytky se na některých místech dochovaly dodnes. Pyramida se ve špatném stavu nacházela již ve starověku a v období Nové říše musela být dokonce restaurována. Na východní straně pyramidy se nachází zádušní chrám. Nedaleko pyramidy se rovněž nacházel údolní chrám, který stával na břehu jezera oddělující Mennofer od pohřebiště. Faraon Venis své manželky nepochoval v pyramidě, ale v hrobkách na nedalekém pohřebišti. 
Struktura pyramidového komplexu a hlavního zádušního chrámu představuje přechodnou fázi mezi komplexy 5. a 6. dynastie. Venisova pyramida je však významná především díky své výzdobě. Jedná se totiž o první hrobku, ve které byly objeveny náboženské texty, známé jako „Texty pyramid“. Dále byla hrobka bohatě vyzdobena reliéfy a kamennými prvky, jejichž část byla v pozdější době znovu použita při stavbě dalších staroegyptských monumentů – například v komplexu krále Amenemheta I. v Lištu. V areálu Venisovy pyramidy se nacházela další stavba, která pravděpodobně sloužila k uskladnění dvou lodí, které symbolizovaly sluneční bárku boha Rea. Celý tento areál byl v minulosti obehnán zdí.